# Pequeño mundo
Pequeño mundo es el primer álbum de estudio de la banda chilena Inti-Illimani Nuevo, escindida de Inti-Illimani. El disco se publicó el año 2006. Contó con la participación especial de exintegrantes y colaboradores como Renato Freyggang, Pedro Villagra, Pedro Yáñez, Max Berrú, Patricio Wang (de Quilapayún) y Patricio Manns. Las composiciones originales incluyen trabajos de Manuel Meriño, Jorge Coulón, Marcelo Coulón y Juan Flores.

## Datos

### Lista de canciones[3]
| N.º | Título                                 | Escritor(es)                      | Notas                               | Duración |  |
| 1.  | «La guitarrera que toca»               | Patricio Manns                    | Con Patricio Manns (guitarra y voz) |          |  |
| 2.  | «La flor de la chamiza» (Instrumental) | Manuel Meriño                     | Con Renato Freyggang y P. Villagra  |          |  |
| 3.  | «Buonanote Fiorellino»                 | Francesco de Gregori              | Con Max Berrú (voz)                 |          |  |
| 4.  | «Noviembre»                            | Jorge Coulón, Meriño              |                                     |          |  |
| 5.  | «La tarde se ha puesto triste»         | Rodolfo Ferrer, Pedro Luis Ferrer |                                     |          |  |
| 6.  | «La prisionera»                        | Manns, Marcelo Coulón             |                                     |          |  |
| 7.  | «De mi semilla»                        | J. Coulón, Juan Flores            |                                     |          |  |
| 8.  | «Porteña»                              | Daniel Cantillana, Daniel Delgado |                                     |          |  |
| 9.  | «Rondombe» (Instrumental)              | Manuel Meriño                     |                                     |          |  |
| 10. | «Tonada»                               | Jorge Coulón                      |                                     |          |  |
| 11. | «Tu pequeño mundo» (Instrumental)      | Manuel Meriño                     | Con Patricio Wang                   |          |  |

«Tonada» está basada en un extracto de la canción «Tonada y banda», originalmente aparecida en el disco Palimpsesto como instrumental de Jorge Coulón y Horacio Salinas.

### Créditos
Inti-Illimani Nuevo
- Daniel Cantillana
- Jorge Coulón
- Marcelo Coulón
- Juan Flores
- Christian González
- César Jara
- Manuel Meriño
- Efrén Viera